# Bermondsey (Metropolitano de Londres)
Bermondsey é uma estação do Metrô de Londres. Fica na parte leste de Bermondsey no borough londrino de Southwark e também atende a parte oeste de Rotherhithe, no sudeste de London.

## História
A estação foi inaugurada em 17 de setembro de 1999.

## Design da estação
Assim como suas contrapartes de extensão, a estação Bermondsey foi projetada com um estilo futurista em mente por Ian Ritchie Architects. Usando extensivamente luz natural, ela é construída em um design de corte e cobertura e tubo. A seção de corte e cobertura é suportada por vigas de concreto treliçadas, permitindo que a luz penetre no nível da plataforma. As escadas rolantes que descem até essa área são revestidas por concreto plano com um teto alto para dar uma sensação de amplitude. A seção perfurada é revestida com metal para manter o tema futurista e metálico da extensão. Assim como todas as outras estações de nível profundo na extensão da Jubilee Line, a estação Bermondsey tem portas de plataforma para segurança e conforto dos passageiros.